# Amédée Pichot
Pour les articles homonymes, voir Pichot.
Joseph Jean-Baptiste Marie Charles Amédée Pichot, né le 3 novembre 1795 (12 brumaire de l'an IV) à Arles et mort le 12 février 1877 dans le 8e arrondissement de Paris, est un romancier, historien et traducteur français.

## Biographie
Amédée Pichot naît le 3 novembre 1795 à Arles,. Son père, bien que simple boutiquier du Plan de la Cour, lui fait faire des études au collège de Juilly situé en région parisienne, et il est reçu docteur en médecine à Montpellier en 1817.

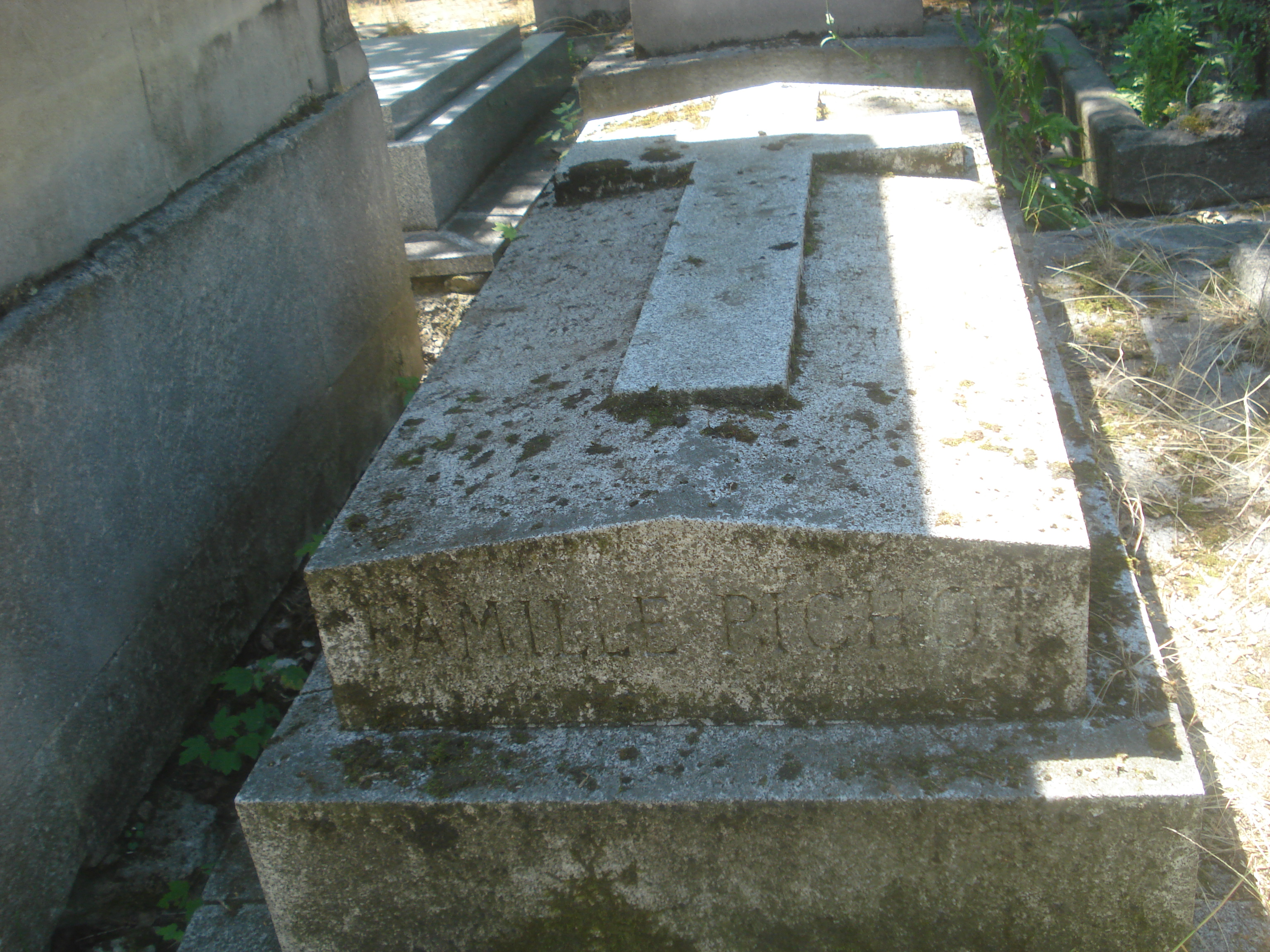
Sépulture d'Amédée Pichot au cimetière de Montmartre

Il se tourne vers la littérature et plus particulièrement l'histoire littéraire anglaise. Il est rédacteur au Mercure du XIXe siècle, à la Revue de Paris et à la Revue britannique à partir de 1840. Traducteur prolifique, il traduit notamment les œuvres complètes de Lord Byron ainsi que nombre d'œuvres de Charles Dickens, Richard Brinsley Sheridan, William Makepeace Thackeray et Edward Bulwer-Lytton.
Amédée Pichot meurt le 12 février 1877 à son domicile du 132, boulevard Haussmann, dans le 8e arrondissement de Paris,. D'abord inhumé à Sèvres, il est réinhumé au cimetière de Montmartre (21e division) le 8 juillet 1921.
Un buste de l'écrivain est exposé dans sa ville natale, à la médiathèque d'Arles.

## Principales publications
- Essai critique sur le gaz hydrogène et les divers modes d'éclairage artificiel, avec Charles Nodier (1823)
- Voyage historique et littéraire en Angleterre et en Écosse (3 volumes, 1825)
- Essai sur le génie et le caractère de Lord Byron (1827)
- The Living poets of England (2 volumes, 1827)
- Le Perroquet de Walter Scott. Esquisses de voyages. Légendes, romans, contes biographiques et littéraires (2 volumes, 1834)
- Monsieur de l'Étincelle, ou Arles et Paris, roman de la vie moderne (2 volumes, 1837)
- Galerie des personnages de Shakespeare, avec des analyses, par Amédée Pichot, et une notice biographique par Old Nick (1844)
- Jeanne de Walbourg (1845)
- Le Dernier roi d'Arles, épisode des grandes chroniques arlésiennes, comprenant les légendes du lion, du cheval et de la Tarasque, précédé d'un essai historique sur la ville d'Arles (1848)
- L'Irlande et le Pays de Galles, esquisses de voyages, d'économie politique, d'histoire, de biographie, de littérature (2 volumes, 1850)
- Charles-Quint, chronique de sa vie intérieure et de sa vie politique, de son abdication et de sa retraite dans le cloître de Yuste (1854)
- Les Mormons (1854)
- Les Poètes amoureux, épisodes de la vie littéraire. Milton, Pope, Cowper, Chatterton, Canova (1858)
- Sir Charles Bell, histoire de sa vie et de ses travaux (1858)
- Arlésiennes : chroniques, légendes, contes et souvenirs biographiques et littéraires (1860)
- L'Écolier de Walter Scott, contes biographiques (1860)
- La Belle Rebecca (1864)
- Le Cheval rouge (1869)
- Un enlèvement, nouvelles (1860)
- Jeanne, ou le Dévouement filial (1861)
- La Femme du condamné, scènes de la vie australienne (1862)
- Souvenirs intimes sur M. de Talleyrand (1870)

Traductions
- Lord Byron : Œuvres complètes (10 volumes, 1819-1821)
- Thomas Moore : Lalla Roukh, ou la Princesse mogole (2 volumes, 1820)
- Walter Scott : Lettres de Paul à sa famille écrites en 1815, suivies de la Recherche du bonheur, conte (3 volumes, 1822)
- John Lingard : Histoire d'Angleterre, en collaboration (21 volumes, 1825-1838)
- Edward Bulwer-Lytton : Les Derniers Jours de Pompéi (2 volumes, 1834)
- Edward Bulwer-Lytton : L'Étudiant, contes, nouvelles, et esquisses littéraires (2 volumes, 1835)
- Sheridan : La Duègne (1835)
- Sheridan : La Critique, ou la Répétition d'une tragédie (1835)
- Sheridan : L'École de la médisance (1835)
- David Garrick : Le Mariage clandestin (1835)
- James Shirley : Les Sœurs (1835)
- Ben Jonson : Volpone ou le Renard (1835)
- William Hickling Prescott : Les Aztèques (1846)
- William Hickling Prescott : Histoire de la conquête du Mexique, avec un tableau préliminaire de l'ancienne civilisation mexicaine, et la vie de Fernand Cortés (1846)
- Charles Dickens : Contes de Noël (3 volumes, 1847-1853)
- Charles Dickens : Le Neveu de ma tante, histoire personnelle de David Copperfield (3 volumes, 1851)
- Edward Bulwer-Lytton : La Famille Caxton (1853)
- Basil Hall : Scènes de la vie maritime (1853)
- William Makepeace Thackeray : Le Diamant de famille et La Jeunesse de Pendennis (1855)
- Thomas Babington Macaulay : Histoire du règne de Guillaume III pour faire suite à l'histoire de la Révolution de 1688 (4 volumes, 1857-1861)
- John Wilson Croker : Les Derniers Jours de Louis-Philippe (1858)
- Basil Hall : Scènes du bord et de la terre ferme (1858)
- William Makepeace Thackeray : Œuvres diverses. Biographies, essais historiques, critiques et littéraires (1860)
- Edward Bulwer-Lytton : Qu'en fera-t-il ? (2 volumes, 1860)
- Charles Dickens : Historiettes et récits du foyer (1862)
- Charles Dickens : Les Contes d'un inconnu (1863)
- Dinah Craik : John Halifax, gentleman (2 volumes, 1863)
- William Makepeace Thackeray : Morgiana. Le Chevalier déshérité (2 volumes, 1864)
- Charlotte Mary Yonge : La Colombe dans le nid de l'aigle (1867)
- William Godwin : Caleb William, ou les Choses comme elles sont (2 volumes, 1868)
- Charles Dickens : Contes pour le jour des Rois (1869)
- Dinah Craik : Maîtresse et servante (1872)
- Neil Campbell : Napoléon à l'île d'Elbe, chronique des événements de 1814 et 1815, d'après le Journal du colonel sir Neil Campbell, le Journal d'un détenu, et autres documents inédits ou peu connus, pour servir à l'histoire du Premier Empire et de la Restauration (1873)
- Bret Harte : Scènes de la vie californienne et esquisses de mœurs transatlantiques (1873)
- Lucretia Davidson, Histoire d'une jeune Américaine morte à l'âge de 17 ans, traduit du Quarterly Review, in la Revue de Paris, 1829[7].